# Schleifstein

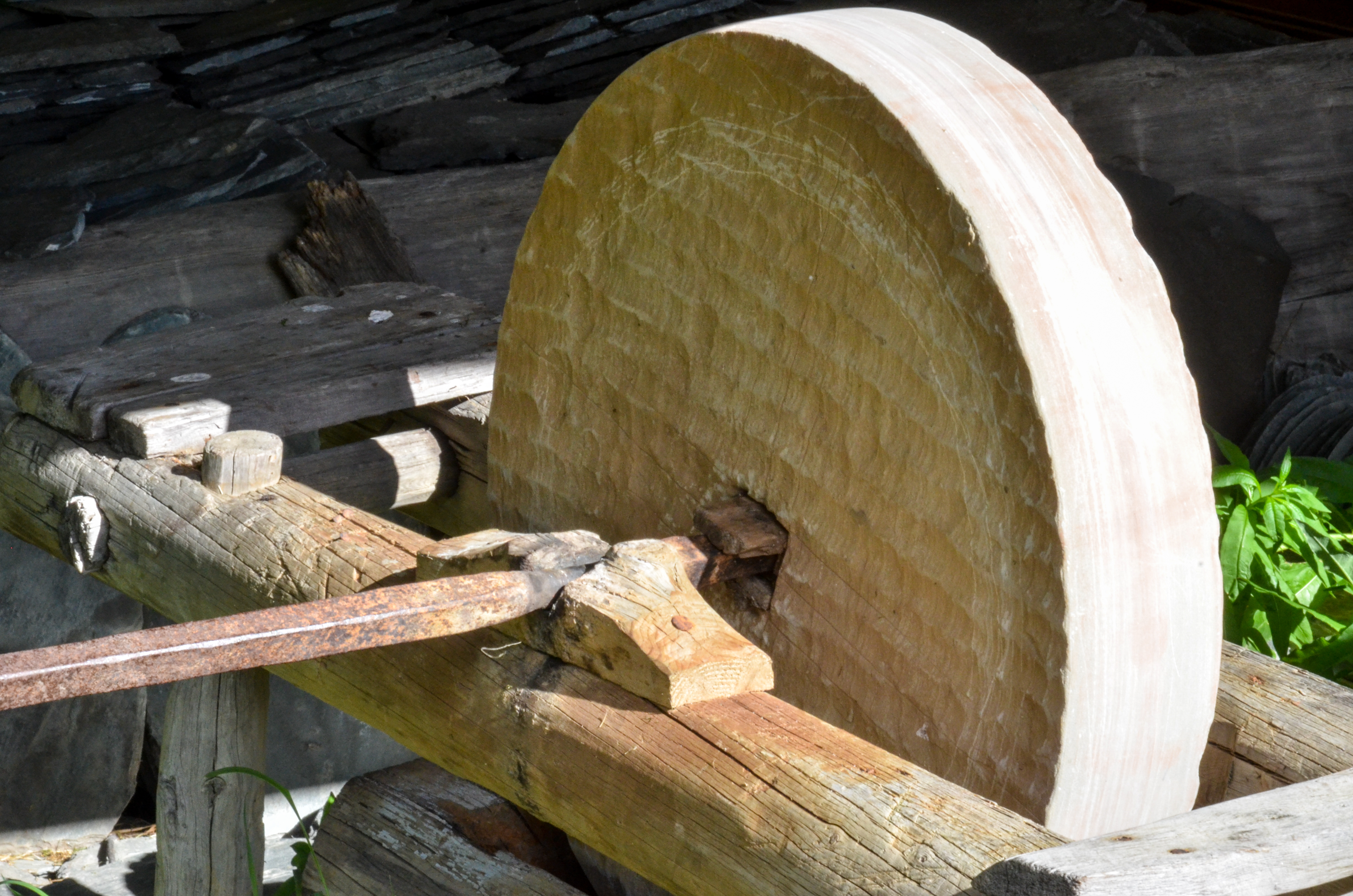
Schleifstein aus Sandstein, deutliche Spuren der Fertigung

Schleifsteine sind Werkzeuge zum Schleifen und Glätten aus kristallinem Material. Sie haben häufig eine ebene oder zylinderförmige Arbeitsfläche. Wie bei den Mahlsteinen kommt es auf eine möglichst ebene, aber raue Arbeitsfläche an. Plattenförmige Grundformen aus Sedimentgestein wie Sandstein und Schiefer, aber auch Basalte, Granite und Quarzite sind als natürliche Schleifsteine geeignet, auch zerbrochene Mahlsteine wurden verwendet.

## Vorgeschichte
Im Altpaläolithikum noch vereinzelt, im Jungpaläolithikum und Mesolithikum vermehrt, dienten Schleifgeräte vor allem zum Glätten von Holz-, Horn- und Knochengeräten. Im Neolithikum werden geschliffene und polierte Beile, Äxte und Meißel charakteristisch und Schleifsteine weisen oft mehrere Schleifbahnen (Rillen) auf, die vielleicht durch Picken vorgeformt wurden. Darin besteht der Unterschied zu den Unterliegern (von Mahlsteinen). Sie wurden zum Glätten von Holz-, Horn- und Knochengeräten und zur Rundung und Kalibrierung (Herstellung des äußeren Durchmessers) von Perlen aus verschiedenen Materialien verwendet. Aus der Höhle Hohler Fels stammt ein Schleifstein, der der Größe nach dazu gedient haben könnte, Knochennadeln zu schleifen. Paarweise mit einer Rille auftretende Schleifsteine dienten wahrscheinlich zum Glätten hölzerner Pfeilschäfte.

## Geschichte

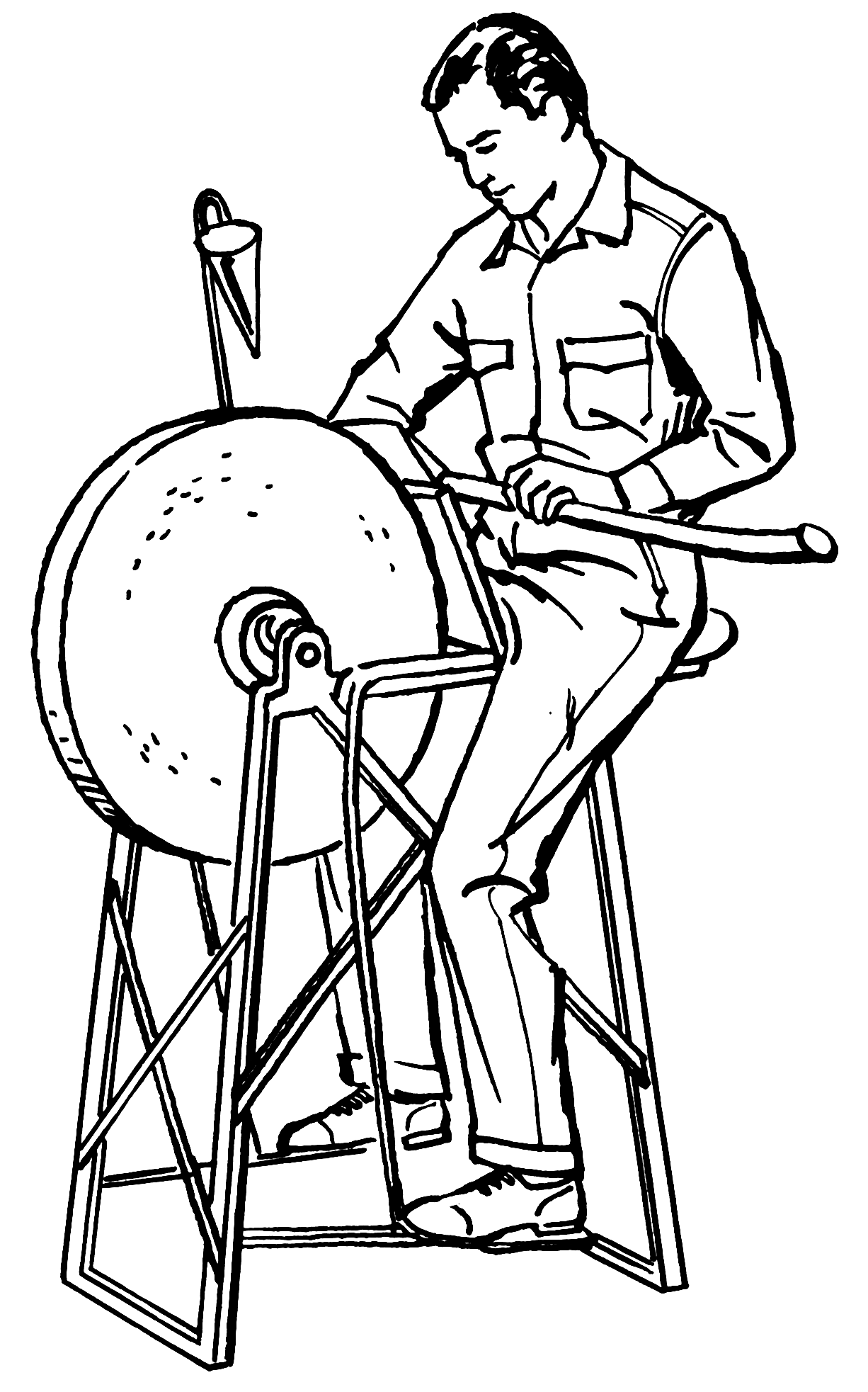
Schleifrad

Ein Schleifstein (von mittelhochdeutsch slīfstein) ist ein meist länglicher, handteller- bis handgroßer Stein zum Schärfen von Schneidwerkzeugen oder zur Formgebung von Edelsteinen. Schleifsteine werden aus unterschiedlichen Materialien hergestellt: Natursteine zu Schleifzwecken werden auf der ganzen Welt abgebaut. Bekannt sind z. B. diejenigen aus Arkansas/Ouachita Mountains (Novaculit), Belgien (Ardennen) oder den französischen Pyrenäen. Künstliche Steine können aus verschiedenen abrasiven Materialien bestehen (siehe unter ‚Synthetische Schleifsteine‘).
Schleifsteine für rotierende Werkzeuge werden als Schleifscheiben oder -räder bezeichnet. Wegen der erzielbaren großen Umfangsgeschwindigkeit entsteht Reibungswärme am Werkstück. Bei empfindlichen Materialien, z. B. gehärteten Messer- und Werkzeugklingen, muss auf entsprechende Kühlung durch Flüssigkeit geachtet werden, damit der Stahl seine Härte nicht verliert, was bereits bei Temperaturen über 170 °C der Fall ist. Die dünnen Schneiden von Messerklingen sind hier besonders anfällig.
Mit der Herstellung von Schleifsteinen befassten sich die Berufe des Schleifsteinhauers und des Schleifsteindrehers. Siehe auch → Mühlstein

## Traditionelle Herstellung runder Schleifsteine in der Fachsprache
Runde Schleifsteine wurden in Deutschland bis in die 1970er Jahre von Hand aus den Steinbrüchen, z. B. in Neidenbach, einem traditionellen Ort der Produktion in der Eifel, hergestellt. Verwendungsort war zumeist die Messer- und Scherenproduktionen im Bergischen Land, vor allem Solingen und Remscheid.
Maximale Durchmesser der Schleifsteine waren, der Spurweite der Eisenbahn wegen, 3,04 Meter. Der Steinhauer, Schroter genannt, schlug mit einem groben Hauwerkzeug, dem Schrothammer, aussehend wie eine Spitzhacke, einen kreisförmigen, fußbreiten Ring aus dem Gestein. Mit einer schmalen Schrotschüppe wurde das abgebrochene Gestein weggeschaufelt. Nachdem der noch rohe Rundling freigearbeitet wurde, wurden unten am noch festen Gestein, in der gewünschten Dicke des Schleifsteins, am gesamten Umlauf zumeist 42–48 Keile langsam von zwei Schrotern gleichzeitig eingeschlagen. Ein dritter Steinhauer prüfte, auf dem späteren Schleifstein stehend, wie der Keilriss zieht. Durch leichte Treibschläge wurden die Keile „auf Zug gebracht“, bis der Schleifstein aus dem Gestein, dem sogenannten Lager, „reißt“.
Nach Durchriss wurden von zwei Schrotern lange Eisenhebel, sogenannte Hebeisen, 2,35 Meter lang und 35 Kilogramm schwer, von Hand eingesetzt, um mit den leicht abgewinkelten Klauen den Stein aus dem Lager zu heben. Dabei wurden breite Holzkeile untergelegt, in Fachsprache untergestilt. Mit einem Kompass, einer runden Steinscheibe und dem „Richtscheit (einer langen, gerade Holzlatte), wird Oberseite abgekompasst“ also vermessen und „ersehen“, um unter Berücksichtigung der Unebenheiten den günstigsten Flächenschnitt zu ermitteln. Mit einem Zeiger wird Maß genommen, um den Überstand an Steinmaterial festzustellen, der dann „abgenommen“ werden muss, um eine ebene Oberfläche zu erhalten. Ziel ist es, nach dem Ersehen möglichst wenig Material abnehmen zu müssen.
Mit einem Schlageisen und dem Klepper, einem breiten, runden Holzhammer, wird die zukünftige echte Rundung des Steins in die Oberkante provisorisch eingeschlagen. Von dieser Oberkante aus wird die endgültige Dicke des Rundlings festgelegt und die Oberfläche von den Schrotern mit den Schrothämmern von außen nach innen eingeebnet, in Fachsprache geschummt oder grob beigeholt. Die Vertiefungen in der rauen Oberfläche die als Orientierung für die zukünftige Dicke dienen, nennt man Bauern, das überstehende und auszubrechende Gestein nennt man Bossen oder Buckeln. Das Abschunnen wurde direkt am selben Tag erledigt, da der frische oder grüne Stein durch die im Stein gebundene Feuchtigkeit noch weich und nicht spröde war.
Anschließend wird ein Winkeleisen für die endgültige Kante angesetzt und die Kreislinie mit Schlageisen markiert. Dann wird die sogenannte Bahn winkelgerecht feiner behauen, abgespitzt.
Aufgrund der Umlaufgeschwindigkeiten der Steine von 14 bis 18 m/s war das Abarbeiten von Unwuchten von hoher Bedeutung. Mit sogenannten Wolfzähnen, bis zu acht fingerdicken und bleistiftlangen Stahlstäben, die aneinander gereiht in ein Werkzeug gefasst wurden, wurde die Oberfläche des Steins weiter verfeinert und grobe Arbeitsspuren abgespitzt. Die Oberfläche, der sogenannte Kranz, wurde erneut mit dem Kompass ersehen, um Buckeln zu erkennen, damit die Oberfläche noch glatter wird.
Nachdem die eine Seite des Steins bearbeitet war, musste dieser, noch im Lager auf Keilen liegend, gewendet werden. Mit bis zu drei Steinwinden, die je rund 100 Zentner (5 Tonnen) heben konnten, wurde der Stein langsam auf Holzbalken aufgerichtet. In Fallrichtung wurde der sogenannte Bau errichtet. Der Bau sind zwei Stapel aus großen unebenen Brocken, die den Stein auffangen. Die Höhe der aufgetürmten Steine oder Schrotten sind so ausgelegt, dass die oberen rund zwei Drittel der Steine bei Aufschlag zertrümmert werden und so das Gewicht des umfallenden Schleifsteins aufgefangen wird.
Nach dem Wenden erkennt man die Unterfläche, die auch eingeebnet werden muss. Zumeist hatte die Unterseite eine deutliche Wölbung bzw. sogenannten Bauch, der mit Keilen abgetragen wird. An der festgelegten Begrenzungslinie werden Keillöcher eingetrieben, Keile angesetzt und eingetrieben. Da die Keilrisse stets zur dünnsten Stelle im Gestein ziehen, besteht keine Gefahr, den Rundling zu beschädigen. Dann wiederholt sich der Vorgang des Glättens der Oberfläche, und mit den Schrothämmern und Wolfeisen wird die Oberfläche geschummt, bis der Stein seine endgültige Oberfläche und Winkeligkeit erhalten hat.

## Gesundheitsgefährdung

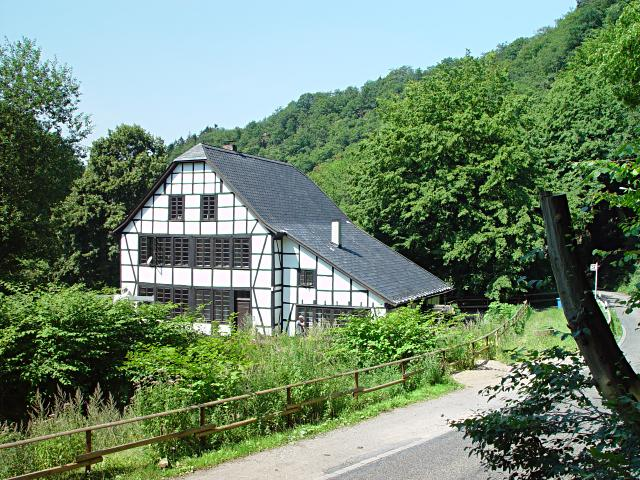
Der Balkhauser Kotten an der Wupper als Schleifkotten

Zur Zeit der Frühindustrialisierung war das Schleifen eine beschwerliche Arbeit. Die „Schleiferkrankheit“ – verursacht durch den Metall- und Steinstaub, das Liegen auf dem Brustkorb vor dem Schleifstein und die schlechte Lüftung – führte häufig zum frühen Tod der Arbeiter. Die im Quarzfeinstaub enthaltene kristalline Kieselsäure führte zur gefürchteten Silikose. Zur Zeit der Schleifkotten oder Bachkotten wurde diese Krankheit als unvermeidlich angesehen und der frühe Tod der Schleifer beinahe als selbstverständlich hingenommen. Trockenschleifer wurden durchschnittlich kaum 35 Jahre alt, die Nassschleifer selten über 45 Jahre alt. Dies wurde als wohl bedauerlich, aber normal und anscheinend nicht zu ändern hingenommen, und es dauerte Jahrhunderte, bis die Obrigkeit allmählich Handlungsbedarf sah.
Friedrich Engels beschrieb die „Schleiferkrankheiten“ 1844/45 in seiner Abhandlung Die Lage der arbeitenden Klasse in England. Nach eigner Anschauung und authentischen Quellen und ging darin auf auch die Situation der Schleifer in Sheffield ein; die nordenglische Stadt war Mitte des 19. Jh., noch vor Solingen, führend bei der Produktion hochwertiger Schleifwaren.
In Deutschland wurde daher kurz vor dem Zweiten Weltkrieg ein Verbot der Verwendung von Schleifsteinen aus Naturmaterial in der Industrie erlassen, das wegen der Verhältnisse im Krieg aber zunächst nicht umgesetzt werden konnte. Auch nach 1945 konnte es nur schrittweise eingeführt werden, da für manche speziellen Zwecke noch keine geeigneten künstlichen Schleifsteine zur Verfügung standen. Bis Anfang der 1970er Jahre gab es noch einige wenige Betriebe, in denen mit Sondergenehmigung Natursteine verwendet werden durften.

## Typen von Schärfmitteln
Schärfsteine lassen sich wie folgt klassifizieren:

### Synthetische Schleifsteine
Synthetische Schleifsteine mit Kunststoff-Bindung haben meist ein weiches, offenporiges Gefüge mit homogener Partikeleinlagerung, schleifen schnell, nutzen sich allerdings auch schnell ab. Bei unsachgemäßer Handhabung besteht die Möglichkeit, in den Stein hineinzuschneiden, was weder Stein noch Klinge zuträglich ist. Die meisten dieser Steine wurden für das Schärfen japanischer Messerklingen entwickelt, die eine andere Geometrie als westliche Messer haben. Sie leisten dort gute Dienste, werden aber bei Verwendung zum Anschleifen einer sekundären Schneidfase schnell hohl und müssen dann abgerichtet werden.
Keramisch gebundene Wassersteine mit besonders hoher Verschleißfestigkeit für professionelle Anwendung werden in Zusammenarbeit mit den Industriekunden aus dem Metallbereich ständig weiter entwickelt. Ansonsten sind keramische Schleifsteine ein Standard und für viele Schleifaufgaben geeignet. Es gibt sie auch als Scheiben, Banksteine, Feilen oder Keramikstäbe, die für manche Anwendungen praktisch sind.
Die abrasiven Medien, die zur Anwendung kommen, sind
1. Korund (Aluminiumoxid Al2O3) kam früher aus natürlichen Vorkommen (z. B. Insel Naxos, Griechenland). Es ist ein sehr hartes, für Schleifmittel heute künstlich hergestelltes Mineral. Bei der Herstellung im Schmelzverfahren können verschiedene Reinheitsgrade erzielt werden: vom dunkelbraunen Normalkorund bis zum weißen Edelkorund. Um die Eigenschaften (z. B. Zähigkeit, Splitterfähigkeit) des Edelkorunds in gewünschter Weise zu beeinflussen, werden bestimmte Elemente wie Chrom oder Zirkon kontrolliert in das Kristallgitter eingebaut und es entstehen die verschiedenen Edelkorundsorten mit den entsprechenden Farben.
2. Sonstige Oxidkeramiken sowie Nichtoxidkeramiken haben große Bedeutung als Schneidstoffe in der spanenden Fertigung, nicht aber für Anwendungen im Haushalt.
3. Diamant ist geeignet für höchste Ansprüche an Abtrag auch härtester Werkstoffe und Präzision. Es gibt heute neben natürlichen auch viele Qualitäten von künstlich hergestellten Diamanten.
4. Siliziumkarbid (SiC) ist ein künstlicher Kristall mit sehr ähnlichen Eigenschaften wie Diamant. Eingesetzt werden das reinere grüne SiC, extrem hart und scharfkantig splitternd, und das dunkle SiC, das etwas zäher, blockiger und standfester ist.

Die Qualität von Schleifsteinen wird bestimmt durch ihren Gehalt an abrasiven Stoffen, durch deren Qualität, der gleichmäßigen Verteilung der Schleifkörner in der Matrix und von der Art der Bindung, die einerseits das einzelne Schleifkorn festhalten muss, es andererseits aber, wenn es verschlissen ist, ausbrechen lassen muss, um neuen, schärferen Schleifkörnern Platz zu machen.
Die abrasiven Medien können von sehr unterschiedlicher Qualität und Wirksamkeit sein, wodurch sich ihr Preis bestimmt.
Für die Schleifsteine werden die Körnungen oft gezielt gemischt, um ein Schneid- und ein Stützkorn zu erhalten und damit die Lebensdauer der Schleifmittel zu erhöhen.

### Natürliche Wassersteine
Bei japanischen Natursteinen ebenso wie bei Belgischen Brocken oder dem slowakischen Rozsutec handelt es sich um Sediment- oder Kalkgestein mit eingelagertem Korund, Oxiden, Quarziten oder Edelsteinen (z. B. Granaten). Die Strukturen und die Homogenität dieser Steine können je nach Abbauort und -lage variieren.
Auch Glimmerschiefer, oft mit Quarzeinlagerungen, wie z. B. der norwegische Stein aus dem Eidsborger Schleifsteinbruch und Phyllit (Steine von Wästilä, Finnland) wurden abgebaut und waren begehrt. Bei vielen natürlichen Schleifsteinvorkommen tritt – teils nach Jahrhunderten des Abbaus – eine Verknappung auf.
Natürliche Steine können in Qualität und Struktur starke Schwankungen aufweisen, die eine sorgfältige Prüfung der Steine erforderlich machen. Sie haben aber generell den Vorteil, mit Wasser oder Öl nicht längere Zeit getränkt werden zu müssen. Anfeuchten reicht in den meisten Fällen aus, was schnellen Einsatz ermöglicht.

### Ölsteine

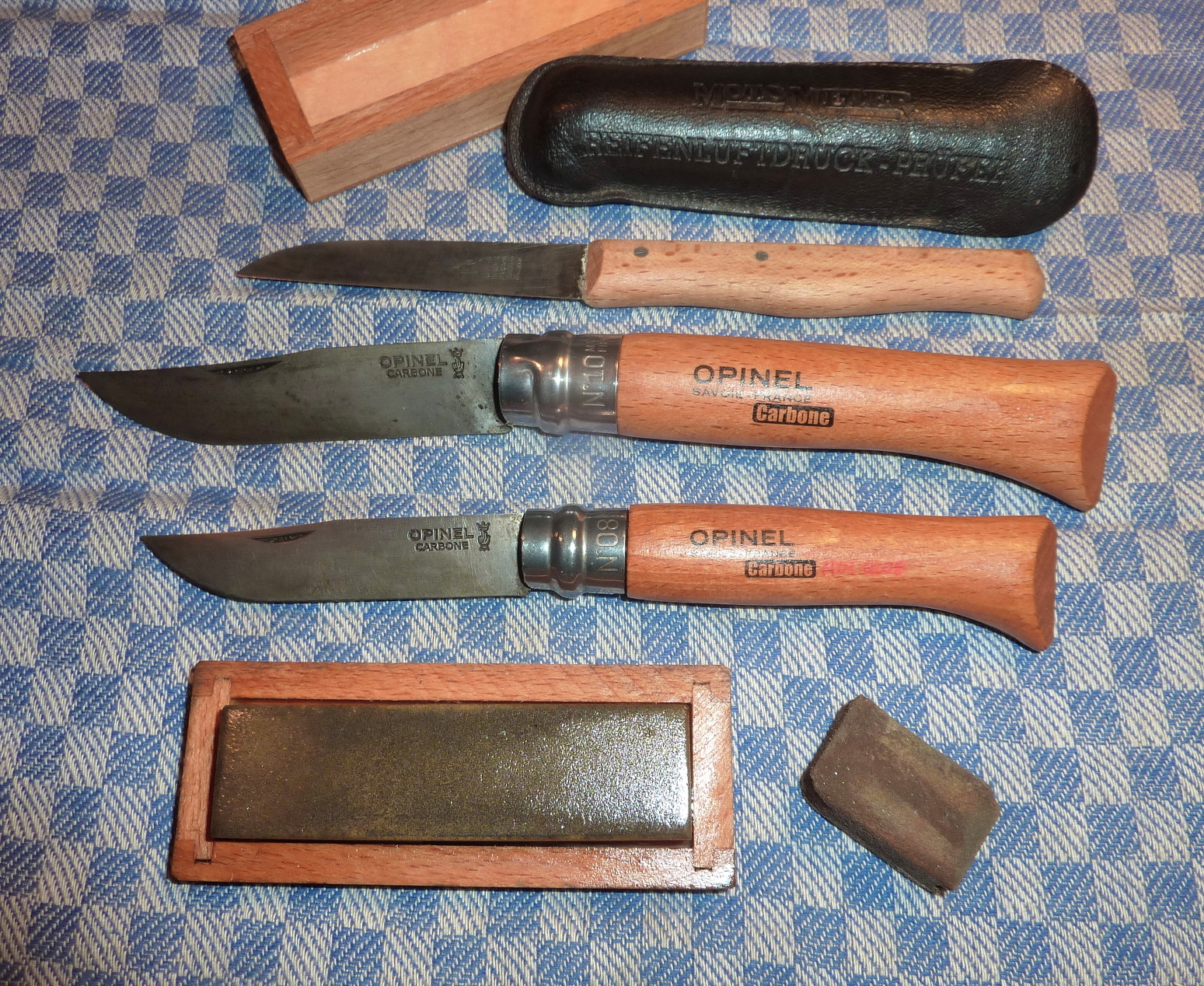
Ein mit Öl getränkter Schleifstein im Taschenformat, in Buchenholz-Kassette (unten im Bild). Darüber zwei Klappmesser mit Klinge aus Kohlenstoffstahl sowie ein Küchenmesser mit rostfreier Klinge

Der alte Ausdruck Ölstein stammt noch aus der Zeit, als es noch keine rostfreien Stähle gab. Messerklingen, die auf einem Stein mit Öl geschliffen oder abgezogen wurden, bekamen bei diesem Vorgang einen leichten Ölfilm und dadurch einen kurzzeitigen Rostschutz. Da manche Steine – vor allem die ersten künstlichen Steine mit Kunstharzbindung – die Verwendung mit Schleiföl nicht vertrugen und sich zersetzten, waren ölfeste Steine besonders begehrt.
Bei den Arkansas-Steinen handelt es sich um dichte und verschleißfeste Novakulite. Sie eignen sich gut zum Abziehen von Schnitz- und Drechseleisen. Unter Abziehen versteht man das Anlegen der letzten feinen Schärfe bei einem bereits gut geschärften Schneidwerkzeug.
Der natürliche Arkansas-Stein kommt in vielen verschiedenen Qualitäten und Farben vor. Besonders wertvoll sind rein weiße, etwas poröse Soft-Arkansas-Steine, die aber nicht mehr gefunden werden. Die transparenten, grauen und schwarzen Hart-Arkansas-Varianten werden entweder mit niedrigviskosem Schleiföl, Petroleum oder Lampenöl verwendet. Der Stein nimmt die Flüssigkeit nicht auf, daher genügen wenige Tropfen. Bei trockener Verwendung setzt sich der Stein sofort zu, mit Wasser funktioniert er nicht.
Alle Arkansas-Steine müssen vor Gebrauch mit einem feinen Siliciumcarbid-Stein angerieben werden, ersatzweise mit einem anderen Stück Arkansas. Dazu wird der Stein sorgfältig gereinigt und dann mit Wasser (nicht mit Öl!) angerieben. Dieser Vorgang erzeugt eine matte, nicht reflektierende Oberfläche. Ein Arkansas mit glänzender Oberfläche hat keinerlei Schleifwirkung.
Der etwas gröbere und meist farbigere Ouashita-Stein (auch als Washita bezeichnet) kommt aus einem benachbarten Vorkommen mit ähnlicher Zusammensetzung.
Allgemeiner Hinweis: Schleifsteine, die einmal mit Öl imprägniert wurden, nehmen kein Wasser mehr auf. Daher ist es bei der ersten Inbetriebnahme eines Steins wichtig, ihn auf Porosität zu untersuchen. Steine, die sehr dicht sind und kaum Flüssigkeit aufnehmen, arbeiten meist gut mit Petroleum.
Poröse Schleifsteine, die Öl aufgenommen haben, kann man meist durch Auskochen in Wasser unter sparsamer Verwendung eines nicht rückfettenden Spülmittels oder eines Waschmittels regenerieren.

### Diamant-Steine
Bei diesen Schärfmitteln ist das schleifwirksame Diamantpulver in einer galvanischen Nickelmatrix als dünne Schicht auf eine Metallunterlage aufgebracht. Die Diamantplatten gewährleisten hohe Planheit, Langlebigkeit und Wirksamkeit unter der Bedingung, dass die Diamanten von hoher Qualität sind (monokristallin).

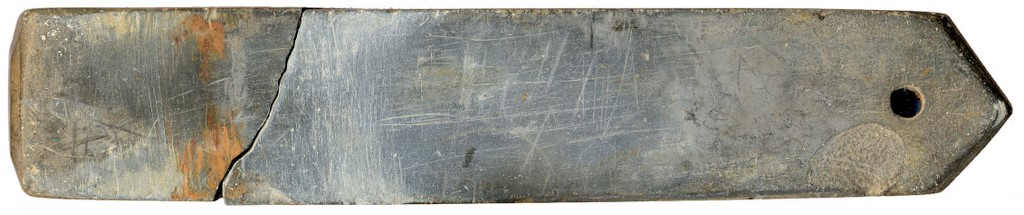
Schleifstein eines Zimmermanns
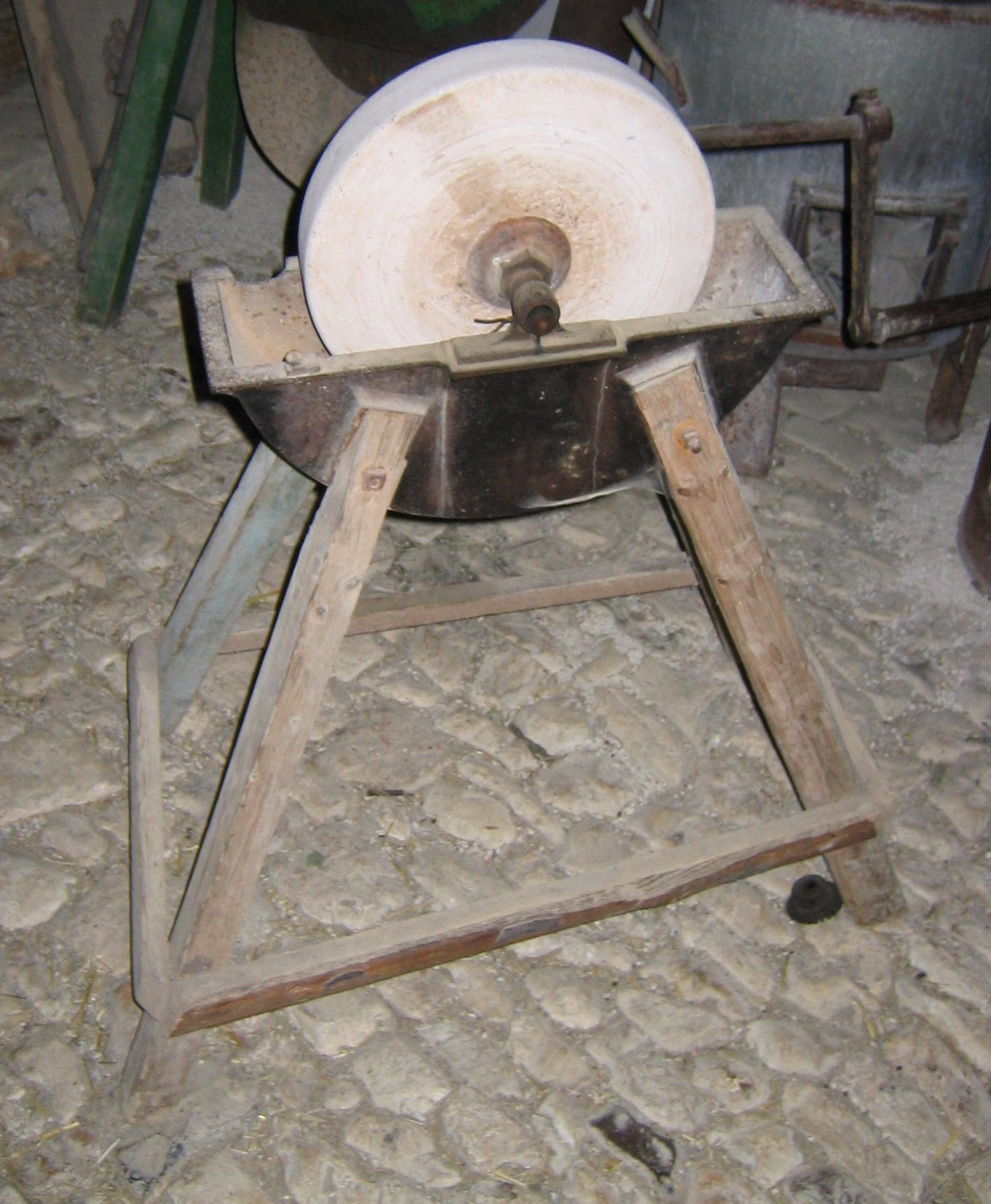
Schleifstein zum Drehen
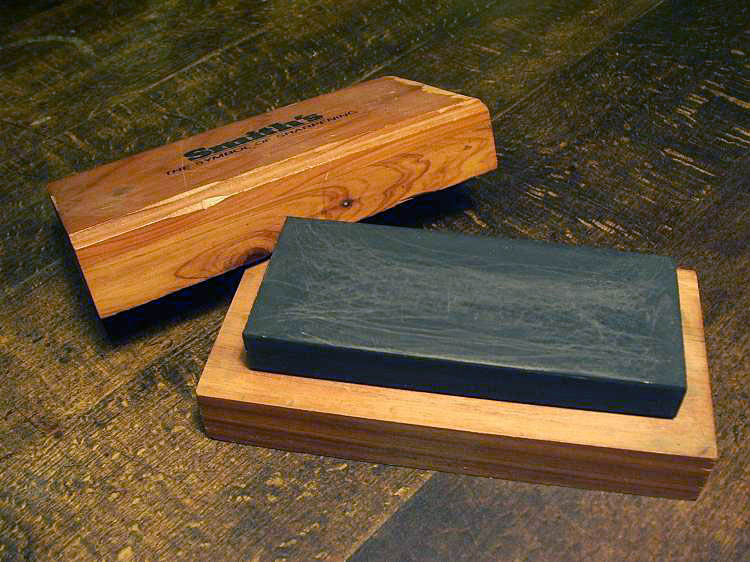
Schwarzer Arkansasstein

## Anwendung

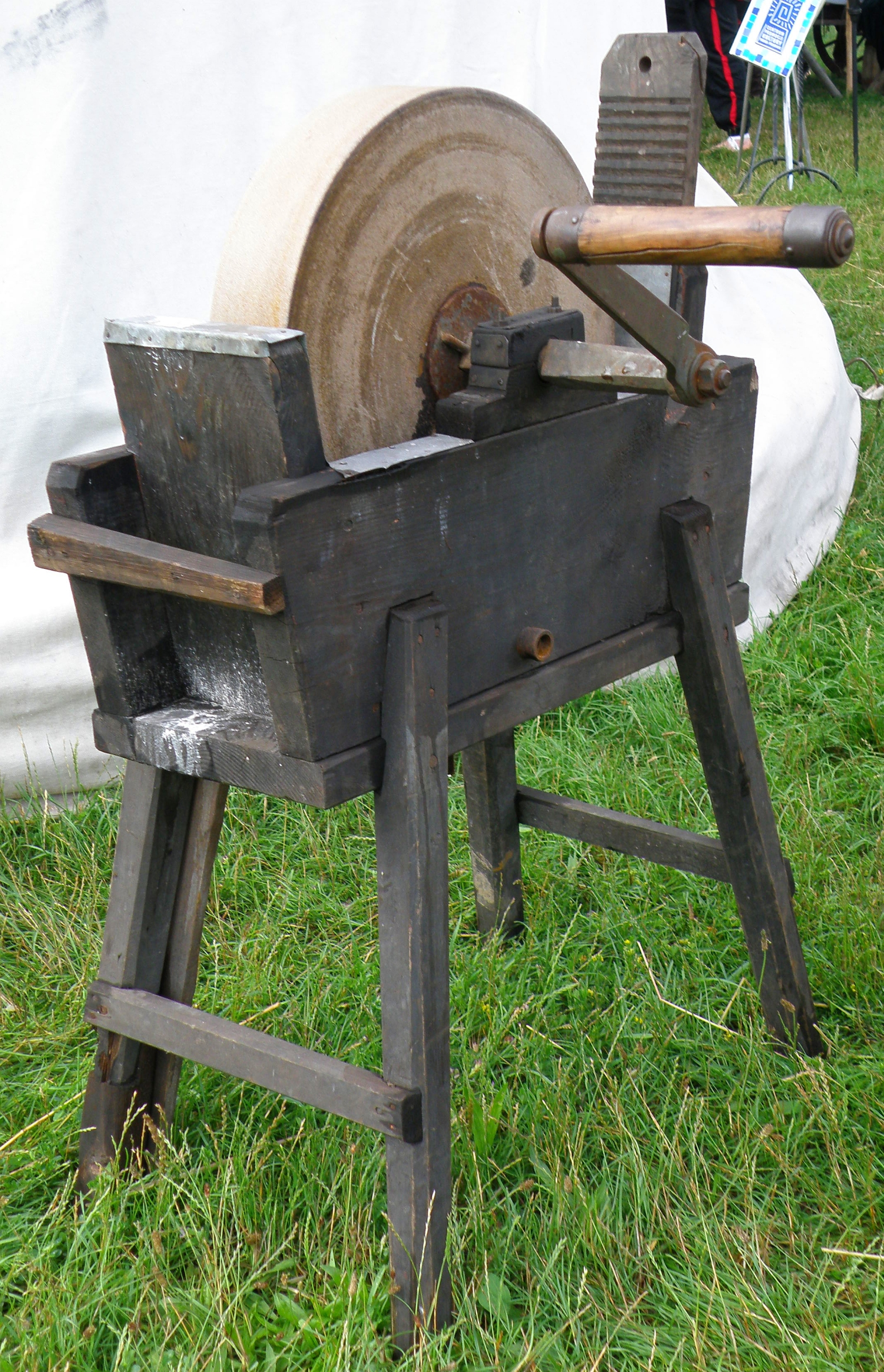
Schleifstein mit Kurbel

Mit Ausnahme der Steine aus Diamantstaub sowie der Keramikstäbe ist es nötig, den Schleifstein während des Schleifens mit Wasser oder Petroleum/Schleiföl zu benetzen. Diese Maßnahme sorgt unter anderem dafür, dass sich kein Metallabrieb in den Poren des Stein ablagern kann und er dadurch effektiver schleift. Auf einen so präparierten Stein wird z. B. eine Messerklinge flach aufgelegt und der Rücken je nach gewünschtem Schleifwinkel leicht angehoben. Dieser Winkel richtet sich nach der Geometrie und dem Einsatzbereich des Messers. Feine Schneiden (zu finden bei Skalpellen, Küchenmessern und Schnitzmessern) benötigen einen kleinen Winkel von 15 bis 20°. Bei einem kleineren Winkel wird die Schneide schärfer, aber auch empfindlicher. Dann wird die Schneide mit einer bogenförmigen Bewegung und mit leichtem Druck vom Griffansatz bis zur Spitze am Stein entlang gezogen. Das wird so lange fortgesetzt, bis ein Grat entsteht. Das wird mit der anderen Seite der Klinge wiederholt. Wenn auch hier ein Grat entstanden ist, wechselt man zu einem Stein mit feinerer Körnung. Mit diesem Stein wird mit leicht erhöhtem Winkel geschliffen. Wie vorher arbeitet man immer mit dem Grat nach unten zum Stein hin, bis der Grat auf die andere Seite wechselt. Dann wechselt man die Seite und fährt mit geringerem Druck fort, bis der Grat entfernt ist.
Der Wasserbehälter eines drehbaren Schleifsteines ist nach Einsatz zu leeren. So wird verhindert, dass der Stein nur mit einem Teil ständig im Wasser verbleibt, während der Rest trockenfällt. Die teilweise Durchtränkung des Steins führt zu Unwucht und einseitigem Verschleiß.